# Tenancingo, Tlaxcala
Tenancingo är en ort i Mexiko.   Den ligger i kommunen Tenancingo och delstaten Tlaxcala, i den sydöstra delen av landet, 100 km öster om huvudstaden Mexico City. Tenancingo ligger 2 237 meter över havet och antalet invånare är 10 960.
Terrängen runt Tenancingo är platt åt sydväst, men åt nordost är den kuperad. Runt Tenancingo är det mycket tätbefolkat, med 2 614 invånare per kvadratkilometer. Närmaste större samhälle är Puebla de Zaragoza, 12,1 km söder om Tenancingo. Runt Tenancingo är det i huvudsak tätbebyggt.